# Углеродный стручок

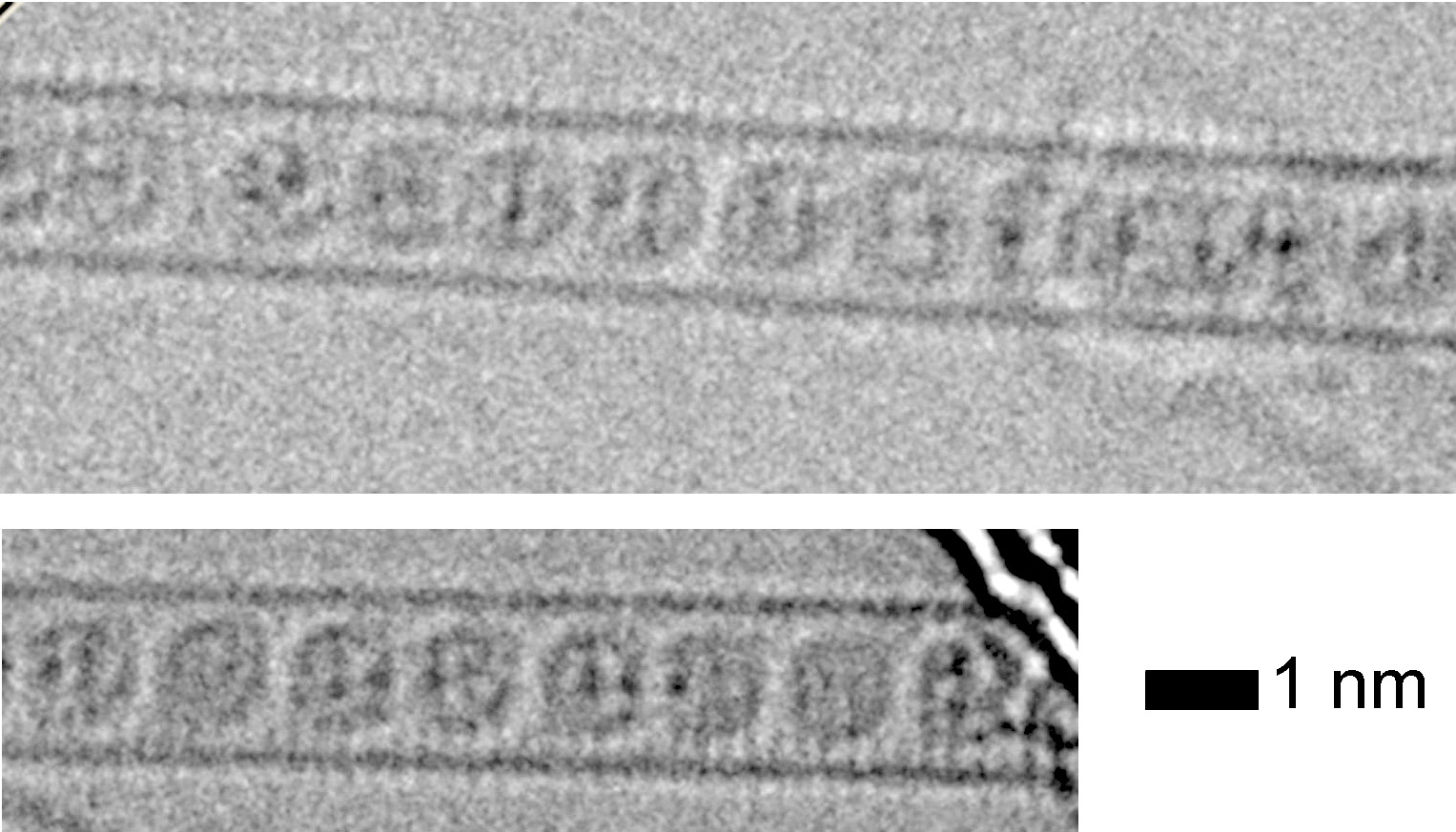
ПЭМ изображение пипода M_{3}N@C_{80}. Атомы металла (M = Ho или Sc) видны как черные точки внутри молекул фуллеренов; в результате атомы металла находятся внутри молекул C_{80}, которые в свою очередь находятся внутри углеродной нанотрубки.

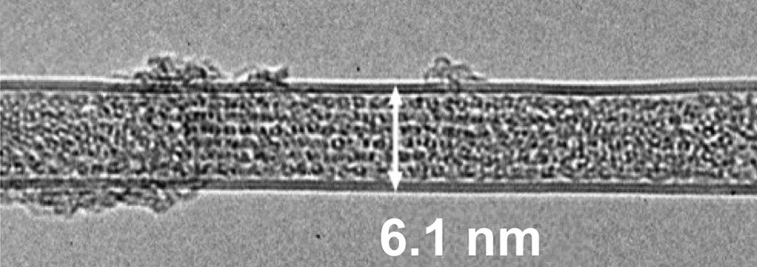
ПЭМ изображение широкой двухстенной нанотрубки плотно заполненной фуллеренами C_{60}.

Углеродный стручок (англ. Carbon peapod) — это гибридная углеродная структура, представляющая собой углеродную нанотрубку внутри которой заключены молекулы фуллеренов. Такое название структура получила потому что похожа на стручок гороха, заполненый семенами. Поскольку свойства пиподов отличаются от свойств отдельных фуллеренов и углеродных нанотрубок, пиподы выделены в новый тип самоорганизующихся углеродных структур. Среди возможных применений нано-пиподов создание нанолазеров, одноэлектронных транзисторов, спиновых кубитов для квантовых вычислений, нано-пипеток, и устройств для хранения данных благодаря эффекту памяти и сверхпроводимости нанопиподов.

## История открытия
Одностенные углеродные нанотрубки (ОУНТ), которые впервые были обнаружены С. Иидзимой в 1993 году, представляют собой протяженные цилиндрические структуры, свернутые из графеновых листов. В 1998 году пиподы впервые были обнаружены Брайаном Смитом (Brian Smith), Марком Монтью (Marc Monthioux) и Давидом Луцци (David Luzzi). Идея существования углеродных пиподов зародилась после того как в 2000 году в просвечивающем электронном микроскопе была получена новая структура. Пиподы были впервые выделены в образцах, полученных импульсно-лазерным испарением с последующим очищением кислотой и отжигом.

## Структура и получение
Углеродные пиподы могут быть получены естественным образом в процессе синтеза углеродных нанотрубок посредством импульсно-лазерного испарения. Включения фуллеренов C60 формируются в процессе отжига и очищения кислотой, и проникают в нанотрубку через дефектные участки нанотрубки.
Фуллерены внутри нанотрубки имеют диаметр близкий к диаметру фуллерена C60 и образуют цепочку внутри ОУНТ. Контролируемый процесс производства углеродных пиподов позволяет варьировать размер как нанотрубок, так и фуллеренов. Кроме того, различные химические элементы могут быть введены в углеродные пиподы посредством легирования и будут оказывать важное влияние на тепло- и электропроводность.
Важное влияние могут оказывать и дефекты структуры фуллеренов, как было показано Гришаковым, Катиным и Масловым на примере фуллерена C36 в нанотрубке типа зигзаг.

## Химические свойства
Существование углеродных пиподов продемонстрировало потенциал применения углеродных нанотрубок в качестве контролируемой среды для протекания химических реакций. Фуллерен C60 обычно переходит в аморфный углерод при нагревании до 1000—1200 °C; при нагревании до таких высоких температур фуллеренов внутри углеродной нанотрубки они разрушаются и образуют другую одностенную нанотрубку в результате чего получается двухстенная углеродная нанотрубка.
Вследствие легкости, с которой фуллерены могут быть легированы другими атомами, и прозрачности нанотрубок для электронных пучков, углеродные пиподы могут также служить в качестве наноразмерных пробирок. После того, как фуллерены, содержащие другие химические элементы, проникают в ОУНТ, можно использовать пучок электронов высокой энергии, чтобы сместить атомы углерода и вызвать высокую реакционную способность, вызывая тем самым образование димеров C60 и слияние их содержимого.

## Электронные свойства
Диаметр углеродных пиподов колеблется от 1 до 50 нанометров. Различные комбинации размеров фуллеренов и нанотрубок, с учетом их хиральности, могут приводить к тому, что пиподы будут отличаться своими электронными свойствам. Например, C60@(10,10) — хороший сверхпроводник, а C60@(17,0) — полупроводник. Рассчитанная ширина запрещённой зоны C60@(17,0) 0.1 эВ. Молекулы C60 в пиподе сильно меняют электронные свойства полупроводниковых нанотрубок в окрестности точки нейтральности заряда, в том числе изменение щели в энергетическом спектре. В. Прудковский с соавторами показали, что ультрафиолетовое излучение при длине волны 335,8 нм может вызывать частичное слияние фуллеренов C60 в сегменты большего размера, которые радикально изменяют электронную связь
между фуллеренами и углеродной нанотрубкой. Электронные состояния пипода с фуллеренами C36 лежат внутри запрещенной зоны, причем внешняя деформация, приложенная вдоль оси нанотрубки, приводит к уменьшению щели в спектре полупроводника с 0.3 до 0 эВ и переходу к металлическому поведению.
Хотя и легированные фуллерены (фуллериды), и пучки ОУНТ являются сверхпроводниками, к сожалению, критические температуры для сверхпроводящего фазового перехода в этих материалах низкие. Некоторые исследования показывают, что углеродные пиподы могут быть сверхпроводящими при комнатной температуре.
Легирование пиподов другими химическими элементами также позволяют управлять их электронными характеристиками. Когда пипод легирован атомами щелочных металлов, например калием, легирующий элемент вступает в реакцию с молекулами C60 внутри ОУНТ. Он образует отрицательно заряженную C606- ковалентно связанную одномерную полимерную цепь с металлической проводимостью. В целом, легирование ОУНТ и пиподов атомами щелочных металлов активно увеличивает проводимость молекулы, так как заряд перемещается от ионов металла к нанотрубкам.
Легирование углеродных нанотрубок оксидами также позволяет управлять электропроводностью. Это создает очень интересное высокотемпературное сверхпроводящее состояние, поскольку уровень Ферми значительно понижается.